# Christiane Fellbaum
Christiane Dorothea Fellbaum (* 18. Dezember 1950 in Braunschweig) ist eine deutsche Linguistin.

## Leben
Fellbaum wurde in Braunschweig geboren und ging 1969 in die USA. Dort studierte sie an der Princeton University und machte dort 1980 ihren Abschluss als Ph.D. in Linguistik. Danach wurde sie Teil der Kognitionswissenschaften als Mitarbeiterin von George Armitage Miller und spielte eine wichtige Rolle als Mitbegründerin und bei der Entwicklung von WordNet. 
Im Jahr 2001 startete sie mithilfe des Preisgeldes des Wolfgang-Paul-Preises der Humboldt-Stiftung das Projekt „Kollokationen im Wörterbuch“ an der Berlin-Brandenburgischen Akademie der Wissenschaften. Nach dessen Abschluss wurde sie als Lecturer an der Princeton University tätig. Sie ist mit dem Physiker Elliott Lieb verheiratet.

## Veröffentlichungen (Auswahl)
- Functional structure and surface structure. 1980.
- On the middle construction in English. 1986.
- mit Anne Zribi-Hertz: The middle construction in French and English: a comparative study of its syntax and semantics. Bloomington, Ind.: Reproduced by Indiana University Linguistics Club Publications, 1989.
- mit George A. Miller, Richard Beckwith, Derek Gross und Katherine Miller: Five Papers on WordNet. In: International Journal of Lexicography. Band 3, 1990, S. 235–244.
- Matching words to senses in WordNet: naive vs. expert differentiation of senses. Forschungsgruppe Sprache und Kognition am Lehrstuhl Psychologie III an der Universität Mannheim, 1995.
- als Hrsg.: Idioms and collocations: corpus-based linguistic and lexicographic studies.Continuum, London / New York 2009.

Übersetzungen
- George A. Miller: Wörter. Streifzüge durch die Psycholinguistik. Hrsg. und aus dem Amerikanischen übersetzt zusammen mit Joachim Grabowski. Zweitausendeins, Frankfurt am Main; Affoltern a. A.: Buch 2000, 1995.

## Auszeichnungen
- 2001: Wolfgang-Paul-Preis[3]
- 2006: Antonio-Zampolli-Preis zusammen mit George A. Miller für ihre Arbeit an Wordnet[4]